# Фома (журнал)
«Фома́» — полноцветный ежемесячный некоммерческий культурно-просветительский и информационно-аналитический журнал с миссионерской направленностью. Одно из крупнейших в России православных средств массовой информации. Входит в ТОП‑3 веб-проектов Рунета пишущих о религии в целом. Ежемесячный тираж печатной версии составляет 25 тысяч экземпляров, а совокупная аудитория портала foma.ru — 2,5 млн читателей. Значительная часть тиража распространяется бесплатно через благотворительные организации и непосредственно учредителем в библиотеках, восстанавливающихся православных храмах, детских домах и местах заключения. Печатается в Финляндии, продаётся в храмах и светских розничных сетях (сети «Метропресс», «АРИА-АиФ» и «Моспечать»), имеет подписчиков в России, странах СНГ и Дальнем зарубежье. Основан Владимиром Легойдой (главный редактор с момента основания) и Владимиром Гурболиковым (с 1995 года — соредактор, а с 2003-го первый заместитель главного редактора). Первый номер вышел в 1996 году. Издателем и учредителем журнала выступает «Фонд содействия развитию культурно-просветительской деятельности „Фома Центр“».
Позиционирует себя как «православный журнал для сомневающихся». В названии журнала — имя апостола Фомы, обозначающее недоверчивого слушателя (из-за первоначального неверия апостола в воскресение Иисуса Христа). Основная тематика: рассказ о христианстве и его роли в культурной и общественной жизни. «Фома» адресован всем заинтересованным читателям, независимо от их вероисповедания, отношения к вере и политических взглядов.
Целевой аудиторией журнала являются как верующие православные христиане, так и «сомневающиеся», но думающие и задающие себе «главные» вопросы светские люди. По опросам, в большинстве — это работающие мужчины и женщины в возрасте от 25 до 50 лет с высшим образованием, проживающие в крупных городах, с доходом средним и выше среднего; это активные, деятельные и молодые члены общества способные на поступок. «Фома» первым из православных изданий стал публиковать интервью со звёздами и крупные портреты публичных людей на обложке.
Авторами журнала выступают общественные деятели и журналисты, а также священнослужители, учёные, студенты и выпускники высших учебных заведений, положительно относящиеся к православию, которых интересует и волнует значение и смысл церковности в жизни современного человека, а также развитие искусства и культуры и решение острых национальных и мировых проблем. В своих публикациях «Фома» принципиально избегает обсуждения текущей ситуации в светской политике, отдавая предпочтение культурным и общественным процессам, освещению церковной и острой социальной проблематики.
Журнал не является официальным органом Русской православной церкви. Тем не менее, редакция активно сотрудничает с представителями духовенства и различными церковными структурами. Деятельность «Фомы» одобрена Издательским советом Московского патриархата, и с 15 декабря 2010 года журнал имеет гриф «Одобрено Синодальным информационным отделом Русской православной церкви». Журнал «Фома» включен в перечень социально значимых изданий для проведения подписной кампании (с 2016 года).

## История

### Создание журнала
В 1993 году Владимир Легойда, в то время студент МГИМО, уехал в США, где в течение года стажировался в одном из университетов в Северной Калифорнии. Там он встретил православных христиан из общины, основанной американскими православными миссионерами Серафимом (Роузом) и Германом (Подмошенским), в том числе познакомился с монахом Иустином (Джоном Марлером), который некогда играл панк-рок, а затем ушёл из рок-музыки и стал сначала православным послушником, а потом православным монахом, и, живя здесь «по благословению тогдашнего игумена Платинского монастыря Германа», занимался изданием журнала для панков «Смерть миру», таким образом «обыгрывая названием и панковскую идею, и монашеское мировоззрение» — «панковская идея „смерти мира“ и монашеская идея „умирания для мира“». По признанию Владимира Легойды, «ребята, которые издавали его, — это были настоящие живые ребята, и мне тоже пришлось им немножко помогать, чуть-чуть совсем». Это знакомство изменило его представления о религиозной журналистике. До сих пор казалось, что о Церкви нужно рассказывать елейным языком, обильно снабдив тест церковнославянскими словами, но православные американцы показали, что говорить о Боге нужно современным языком.
Ещё находясь в США, он принял решение издавать собственный журнал. В 1994 году он вернулся в Россию. Описывая мотивы, побудившие его в то время создавать журнал, он отмечал: «…мы воцерковляемся, и есть неофитский порыв, желание что-то сделать. Это с одной стороны. С другой стороны, есть вопросы окружающих нас людей <…>. Ведь мы же не ушли никуда — ни в семинарию, ни из мира, и получается, что вокруг люди не думают так, как ты, поэтому и спрашивают: почему? И понимаешь, что это твои вчерашние вопросы или вопросы, похожие на твои, и тебе хочется им ответить». Другим поводом начать издание журнала стал недостаток качественной литературы о православии в то время: «Какие-то стали появляться первые книги, а журналов, естественно, не было. Мы сталкивались с тем, что люди задавали много вопросов про Церковь, как, что, почему? И хотелось всегда поговорить с человеком и дать ему что-нибудь почитать, а почитать нечего. Было только толкование Иоанна Златоуста на Евангелие от Матфея, но человек не будет сразу это читать. И мы тогда подумали, что нужно сделать журнал, который мог бы понятным языком человеку объяснять истины веры».
Но найти сотрудников для своего журнала он смог не сразу: «Я три года ходил с разными людьми, и ничего не получалось». Наконец, Алексей Захаров нашёл статью «Эра недоверия, или Место встречи изменить нельзя», написанную журналистом Владимиром Гурболиковым. В ней Легойду «поразило дерзновение автора, так назвавшего статью на церковную тему». Затем он познакомил Легойду с Гурболиковым: «Мы отошли к дверям, пожали руки с тогда ещё очень-очень молодым Володей. И он мне сказал: „Я видел Вашу статью. Я думаю о создании журнала, обращённого к людям, желающим понять и узнать Церковь. Не хотели бы Вы принять какое-то участие в этом деле?“ Я сразу же ответил, что, конечно же, хочу. Очень хочу!» При том что Гурболиков «был анархо-синдикалистом, а я в МГИМО учился, я сплю в галстуке, а он не надевал его лет 20… Но мы с ним были оба в ситуации… понимания, что вера не может не определять всю человеческую жизнь». Название для нового журнала появилось при следующих обстоятельствах: «Наивные лопухи, не очень понимающие, но очень уверенные, например, в том, что, прочитав журнал, человек сразу изменится, мы даже собирались заканчивать журнал огласительным словом — для тех, кто, перевернув последнюю страницу, решит окреститься. Благо, на нашем пути встретился отец Димитрий Дудко, сказавший Володе: „Не надо быть морем, попытайтесь быть хотя бы волной“. Название же „Фома“ приснилось нашей сотруднице Кате. Я позвонил приятелю, филологу православному, он уточнил: „Женщине приснилось? Это прелесть“. Потом нас долго отговаривали: нельзя делать журнал для сомневающихся, никто не хочет чувствовать себя сомневающимся…». Впоследствии Легойда так объяснил значение названия: «был образ упрямого Фомы в культуре и есть Евангельский Фома, который на самом деле намного более глубокий образ. Мы как раз хотели на этом играть, мы как бы обращаемся к Фоме неверующему на выходе из советского времени, а приходим к апостолу, который не может поверить, потому что он очень хочет поверить».

### Чёрно-белый альманах (1996—2003)
Первый номер был набран лично Легойдой и Гурболиковым; по воспоминаниям последнего: «Вывели страницы на принтере, а потом при помощи ксерокса и степлера превратили это в подобие журнального номера. Так появился „ФОМА“». По словам Владимира Легойды: «это всё было так непрофессионально, мы на коленке его делали, вырезали колонтитулы — это вверху такие штучки, называются колонтитулы — мы их вырезали, наклеивали, сделали макет и всем показывали. Это был 1995 год. И кому ни покажем, все говорили: „Ой, как здорово, как классно“. А потом спрашивали: „А почему вы его не издаёте? — Так ведь денег нет“. Все: „Ну, денег ни у кого нет“. И мы вот год ходили, как бы напоминали, ходоки, в общем. Кто-то делал ксерокс, читали». «Я пришёл с журналом к отцу Аркадию Шатову (ныне — епископу Пантелеимону). Он просмотрел страницы и спросил: „Почему это до сих пор не издано?“. Я ответил, что нет благословения и средств. Он встал, перекрестил меня и этот экземплярчик и сказал: „Вот вам благословение“. А дальше спросил, сколько нужно денег. Помню, что нужно было два миллиона в старых ценах. Он сказал: „Подумаем…“ <…> В это время пришёл Борис Лазарев <…>. Он принёс тогда какие-то средства, пожертвования. Меня тут же остановили, дали нужную сумму денег». Благодаря этому удалось напечатать первый тираж в 999 экземпляров.
В первые годы своего существования «Фома» издавался группой энтузиастов раз в три-четыре месяца, как чёрно-белый «самиздатовский» альманах тиражом 2-3 тысячи экземпляров. Первоначально у журнала не было специально подобранного круга авторов. В 1999 году Владимир Гурболиков так описывал работы редакции: «Мы, во-первых, пишем кое-что сами, плюс берём интервью. Наши друзья помогают делать для нас опросы. Мы пытаемся собирать письма и свидетельства, посвящённые определённой теме, просматриваем выходящие газеты и журналы, и если находим то, что близко нам по духу — перепечатываем. <…> К тому же мы печатаем много писем с личными историями. Это очень человечные, искренние письма. Все они публикуются для того, чтобы читатели увидели и поняли, что нас волнует и радует, что тревожит». Как отмечал Владимир Легойда в 2006 году: «В те, начальные, времена у него было одно, но неоспоримое достоинство, мне кажется, — он был очень искренний и живой. Но искренний не в том смысле, что мы не врали <…> Просто, понимаете, тогда создание журнала — это был не просто порыв, а это было всё через страдания, на порыве много не сделаешь. Тогда „Фома“ был передуман, выстрадан. Но, в принципе, больше в нём ничего особенного и не было. <…> Мы долгое время выпускали, в год один-два номера в зависимости от настроения, — <…> не в смысле капризов, а то, когда ты внутренне собираешься и живёшь этим всё время подготовки к выпуску, — то в таком случае, конечно, можно обдумывать и вынашивать эти тексты. Тогда, кстати, каждый выпуск в большой мере зависел ещё и от поиска денег». В 1998 году в связи с наступившим кризисом «для более широкого доступа к читателю» стало выходить нерегулярное газетное приложение к журналу, которое выпускалась до 2004 года. По словам Владимира Гурболикова: «Мы выкладывали газету в больших приходах Москвы, откуда „активные“ прихожане развозили её в регионы. Некоторые долгое время так и считали, что „ФОМА“ — это такая газета, на самом деле это было приложение к журналу, правда, не регулярное».

### Изменение формата
В 2003 году редакция подготовила специальный выпуск, посвящённый 100-летию прославления преподобного Серафима Саровского, что стало новым опытом для редакции. Данный специальный выпуск стал для редакции переломным. По словам Владимира Гурболикова: «Это был первый подобный опыт для нас. И он настолько обогатил и повлиял, что с этого момента в нашем кругу пошёл важнейший разговор. О том, что лучше мы в прежнем жанре черно-белого альманаха уже ничего не сделаем. И пусть на это понадобится ещё сколько-то времени, но надо решаться на издание ежемесячного цветного „Фомы“». По словам Владимира Легойды, такие изменения были продиктованы тем, что редакция журнала была заинтересована в людях, «которые находятся вне Церкви». Также Владимир Легойда считал, что «если журнал православный, то это не значит, что он должен выходить на плохой бумаге». Если в 2003 году вышло 3 чёрно-белых номера (включая спецвыпуск), то в 2004 году выходит 6 номеров, а сам журнал становится цветным. В 2005 году также вышло 6 номеров. Журнал начинает печататься в Финляндии, а с осени 2005 года выходит на широкий рынок, тогда как ранее продавался лишь в церквях. В 2006 году «Фома» становится ежемесячным журналом. Состав редакции пополняют Виталий Каплан, Марина Борисова и Арсений Русак.
«Фома» становится общенациональным периодическим изданием, сравнимым по формальным потребительским характеристикам (периодичность, формат, цвет, качество бумаги и др.) с другими иллюстрированными журналами общенационального уровня. Основная тематика публикаций — актуальные проблемы современного общества с точки зрения православия, православие во всех аспектах личной и общественной (духовном, историческом, культурном и др.) жизни. При этом Владимиром Гурболиковым был использован опыт журнала «Америка», выпускавшегося в 1950-е — 1980-е годы по соглашению между США и СССР: «Это был журнал, в первую очередь, о людях, о жизни, культуре <…>: почти все публикации, даже иллюстрирующие устройство политической жизни или социальной системы в Соединённых Штатах, делались на примере какого-то конкретного человека или семьи: фермеров, жителей маленького городка, студентки университета и так далее. И ещё одной особенностью был подход к иллюстрированию. Для иллюстраций, во-первых, не жалели места. А во-вторых, просто мастерски работали в жанре фотоистории <…> Мне долго приходилось и периодически снова и снова приходится агитировать наших ребят: непременно иллюстрировать истории о людях, особенно о простых, не известных людях. Причём обязательно снабжать фото развёрнутыми подписями». Однако, не всеми читателями журнала эти перемены были восприняты положительно. По воспоминаниям Марины Борисовой: «помню, какая трагедия была для многих <…> фанатов первого „Фомы“, когда он вдруг обрёл цвет, когда он вдруг стал походить на форматные глянцевые журналы. <…> Больше года <…> шла бурная переписка по поводу того, что вы „огламурились“ <…> вы угробили замечательный просветительский миссионерский проект».

### Современность
В 2009 году от имени издательского дома «Фома» в рамках детской книжной серии «Настя и Никита», в которую вошли произведения новых российских писателей для детей, украшенные иллюстрациями, журнал ежемесячно издавал в качестве приложений по две книги в мягком переплёте с одинаковым объёмом в 24 страницы. В 2013 году на основе серии было создано самостоятельное издательство детской литературы «Настя и Никита».
19 апреля 2012 года в Киеве в информационном агентстве УНИАН председатель Синодального информационного отдела Московского патриархата Владимир Легойда и председатель Синодального информационно-просветительского отдела Украинской православной церкви протоиерей Георгий Коваленко презентовали украинский вариант православного журнала «Фома в Украине». Руководителем украинского проекта стал медиа-менеджер Антон Никитин, главным редактором назначен протодиакон Александр Карпенко. В июле 2020 года вышел сотый номер «Фомы в Украине». 24 февраля 2022 года редакция приняла решение прекратить выпуск журнала «ФОМА в Украине», но одноименный проект в сети Facebook сохранился.
21 октября 2015 года журнал «Фома» включён в утверждённый Министерством связи и массовых коммуникаций РФ перечень социально значимых изданий для проведения подписной кампании на первое полугодие 2016 года. Журнал отнесли в категорию «Детские» (12+) под номером 482.

## Редакция и редакционная политика
Председателем попечительский совета журнала является Анатолий Торкунов. В редакционный совет журнала входят и в разное время входили такие общественные деятели, как Юрий Вяземский, Иван Демидов, Ярослав Скворцов и Алексей Шестопал.
Главный редактор журнал Владимир Легойда в 2006 году в интервью «Российской газете» следующим образом определил редакционному политику издания: «Мы для себя определили несколько табу. Не полемизируем с другими религиями. Не боремся с сектами. Взяли девизом слова священника начала XX века о. Валентина Свенцицкого „Показать красоту православия“. У нас есть табу на тон: мы не дидактичны».
В 2018 году доктор филологических наук, профессор кафедры славянской филологии Православного Свято-Тихоновского гуманитарного университета О. В. Ломакина и кандидат филологических наук, доцент на кафедрах романской филологии и иностранных языков богословского факультета Православного Свято-Тихоновского гуманитарного университета А. С. Макарова изучив заголовки, взятые из текстов журнала, на предмет наличия крылатых выражений, отметили, что «отличительной чертой материалов журнала „Фома“ является наличие подзаголовка, который в той или иной мере поясняет затрагиваемую тему». Так в № 2 за 2012 год (тема «Церковь и Сеть» в заголовке «Связанные одной сетью. Как маскарад превращается в братство» восходит к песне «Скованные одной цепью» группой «Наутилус Помпилиус» 1986 года. В № 2 за 2014 год заголовок «Водитель для веры. Один день из жизни епархиального шофёра» даётся отсылка к названию кинофильма фильма «Водитель для Веры», вышедшем на экраны в 2004 году, а «имя собственное главной героини фильма заменяется именем существительным нарицательным, что представляет собой метонимию, где вера означает целое вместо частного — епархия». В заголовке «„Me-me-me“ все возрасты покорны. Дмитрий Соколов-Митрич о любви, молодёжи и равнодушии» (№ 10, 2014) представлено крылатое выражение, указывающее строчку «Любви все возрасты покорны» в романе в стихах «Евгений Онегин» А. С. Пушкина, «где стержневой компонент любви заменён на слэнговое слово mе-mе-mе, распространённое в молодёжной среде», где подобным образом «пользователи Интернета выражают восторг, умиление, восхищение фотографией или публикацией кого-либо», и, таким образом, внимание обращено на то, что «здесь оно взято в кавычки и набрано латинским шрифтом, то есть подчёркивается его иноязычное происхождение». В статье «Ирония судьбы, или Рождественская история без Бога» (№ 1, 2015) заголовок намекает на телефильм «Ирония судьбы, или С лёгким паром!» Э. А. Рязанова снятый в 1975 году, автор которой заменил «стержневой компонент названия фильма С лёгким паром!» на «Рождественская история без Бога», поскольку это было «обусловлено темой публикации». Заголовок «А своих я попрошу остаться. Андрей Рогозянский о мнимом бессилии родителей и уходе детей из Церкви» (№ 8, 2015) представляет собой аллюзию на телефильм Т. М. Лиозновой «Семнадцать мгновений весны» 1973 года, где данное высказывание, обращаясь к Штирлицу-Исаеву произносит Генрих Мюллер: «А вас, Штирлиц, я попрошу остаться». В статье «Христиане второй свежести. Если мы такие верующие — то почему нам так плохо» (№ 10, 2015) отсылками к крылатым выражениям является не только заголовок (аллюзия на «осетрину второй свежести» в речи буфетчика в главе 18 «Неудачливые визитёры» романа М. А. Булгакова «Мастер и Маргарита»), но и подзаголовок (американская пословица «Если ты такой умный, то почему такой бедный» — англ. If you are so smart, why aren't you rich?). Автор статьи «Трудно быть эльфом. Как выжить „правильному“ школьнику в „неправильной“ школе» (№ 9, 2016) в заголовке отсылает читателя к роману «Трудно быть богом» написанному 1964 году братьями А. Н. и Б. Н. Стругацкими. Название статьи «Я тебя породил — я тебя и люблю. 4 тезиса для обиженных детей и их родителей» (№ 6, 2017), в которой поднимается проблема отцов и детей, несмотря на наличие лексической субституции высказывания главного героя, повести Н. В. Гоголя «Тарас Бульба» — «Я тебя породил, я тебя и убью», поскольку «замена базового глагольного компонента убью на люблю обусловлена христианским мировоззрением и отсылает читателя к одной из главных заповедей христианства „Возлюби ближнего твоего, как самого себя“».

## Финансирование
На развитие сайта Фома.ru было получено 46 млн. руб. от фонда президентских грантов.

## Сотрудничество
Журнал сотрудничает с радиостанцией «Вера» (основана в 2012 году при поддержке «Фомы»), в том числе републикуя аудиоконтент программ «Евангелие» и «Православный календарь». В рамках сотрудничества с журналом «Новым миром» рубрику «Строфы» ведёт редактор отдела поэзии П. М. Крючков. Представительство в Санкт-Петербурге сотрудничало с газетой «Невское время» и епархиальной радиостанцией Град Петров. Главный редактор издания В. Р. Легойда вёл на первом православном телеканале «Спас» еженедельную передачу «Русский час с „Фомой“». Журналисты издания проводят совместные эфиры с известными православными инстаграм-блогерами и авторами популярных страниц с большой аудиторией, среди которых политолог, журналист и телеведущая Е. В. Жосул, певица и актриса В. Н. Макарская и священник П. К. Островский. Частым автором издания выступала главный редактор православного журнала «Альфа и Омега» М. А. Журинская, написавшая, среди прочих, статьи посвящённые В. Р. Цою. Интервью журналу давали Р. И. Илькаев, А. Н. Привалов, В. А. Фадеев. С частыми комментариями для журнала выступал Ю. С. Пивоваров. С 2008 года в каждом номере которого традиционно публикуется одно из составленных архимандритом Дамаскином (Орловским) житий новомучеников и исповедников Церкви Русской.
Партнёрами журнала, наряду с радиостанцией «Вера», выступают кинокомпания «Союз Маринс Групп», православное издательство «Никея», мастерская «Палехский кионостас», мастерские Дмитрия Трофимова «Царь Град» и товарищество реставраторов мастерские Андрея Анисимова.

## Тираж и статистика
В 2006 году ежемесячный тираж журнала составлял 16 тысяч экземпляров. В 2009 году объём тиража составлял 30 тысяч экземпляров. По данным журнала «Эксперт» на конец ноября 2011 года «при тираже 36 тысяч экземпляров аудитория одного выпуска достигает 324 тыс. человек». По состоянию на апрель 2020 года ежемесячный тираж печатной версии составляет 25 тысяч экземпляров, а совокупная аудитория портала foma.ru — 2,5 млн читателей.
По оценке TNS Media Intelligence журнал «Фома» вошёл в список печатных изданий, наиболее часто цитируемых в эфире центрального телевидения и радио в России за первый квартал 2011 года.
По состоянию на апрель 2020 года входил в ТОП‑3 веб-проектов Рунета пишущих о религии в целом, а читательская аудитория журнала в социальных сетях распределилась следующим образом: ВКонтакте — 112 тыс. подписчиков, в Инстаграм — 68 тыс., Одноклассники — 39 тыс. и Facebook — 17 тыс..

## Оценки
В 2006 году журналист Анна Ершова, являвшая в то время главным редактором санкт-петербургского представительства журнала, в интервью сетевому изданию Лениздат.ру признавалась, «как человек, который поработал в разных изданиях», что «быть автором нашего журнала очень сложно», как и то, что «сложнее всего мне работать в „Фоме“», поскольку к публикациям предъявлялись высокие требования, а также «существует много правок: литературная, историческая, церковная». Также она отмечала что для работы в журнале человек должен быть «хорошим журналистом, профессионалом», а некоторые корреспонденты издания «окончили или ещё учатся на факультете международной журналистики МГИМО», и «глубоко укоренённым в традиции церкви, как минимум сочувствующим, не отрицающим православие человеком», хотя подчёркивала, что «есть рубрики („Современники“, например), стать автором которых может и неверующий журналист» и «главное — иметь литературный дар, уметь структурировать информацию, а также расположить собеседника».
В 2007 году поэт, прозаик и литературный критик Б. Ф. Колымагин в статье на Портал Credo.ru указал, что «„Фоме“, и в этом, безусловно, заслуга редакции, удалось показать „православие с человеческим лицом“. С его страниц зазвучала вменяемая, не стилизованная под старину речь, появились знаковые лица артистов, учёных, религиозных деятелей. И начался разговор. Где-то, может быть, интересный. Где-то — не очень. Но всегда имеющий смысл и духовное измерение: о браке, о деньгах, о еде, о духовном измерении искусства. Разговор у церковной ограды.». И высказывая некоторые критические замечания Колымагин приходит к выводу о том, что журналу «обеспечена долгая жизнь, и верный и благодарный читатель, которому журнал приносит некую духовную пользу» при условии, он будет «выстраиваться цепочку „проповедь — неофиты — живая община“, возможность вхождения, вписывание в неё».
В том же году Министерство культуры РФ рекомендовало подписку на журнал российским библиотекам. В официальном письме на имя главного редактора министр культуры А. С. Соколов отметил, что этот журнал «позитивно рассказывает о событиях современной культуры, освещает широкий круг вопросов, связанных с искусством, религией, историей и общественной жизнью».
В 2011 году кандидат филологических наук, доцент кафедры словесности Отделения деловой и политической журналистики Национального исследовательского университета «Высшая школа экономики» Юлия Кувшинская писала: «Журнал „Фома“ не позиционирует себя как специфически молодёжный, однако круг проблем и гипотетический образ читателя, который выступает на его страницах, говорят о том, что читатель — человек достаточно молодой, деятельный, активный член общества. Тот, который может взять отпуск и поехать тушить торфяники, усыновить сироту, для которого актуальны темы войны, семьи, материнства и др.».
В 2013 году кандидат филологических наук, доцент массовых коммуникаций филологического факультета Российского университета дружбы народов Т. Н. Иванова высказала следующее мнение об издании: «„Фома“ — качественный полноцветный ежемесячный журнал, адресован широкому кругу читателей. На его страницах обсуждаются самые актуальные вопросы. Очень важно заметить, что „Фома“ представляет интерес для молодых людей, сомневающихся в своей религиозной ориентации. Журналов, подобных „Фоме“ в России нет».
В 2014 году консультант отдела создания и развития информационного общества и электронного правительства управления региональной политики в области создания и развития правительственных информационных коммуникаций Министерство правительственных информационных коммуникаций Пермского края, соискатель кафедры истории новейшей истории России Пермского государственного национального исследовательского университета проанализировав православную печатной периодику за 1990—2000 годы («Журнал Московской патриархии», «Радонеж», «Русский дом», «Фома» и «Нескучный сад»), пришла к выводу о том, что в «Фоме» материалы, которые посвящены «жизни Церкви и православию, занимают в среднем … 44 % от общего объёма статей в номере», «до 25 %» — темам искусства, культуры и науки, а «от 16 % материалов» уделено социальным вопросам.
В том же году кандидат филологических наук, старший преподаватель кафедры русского языка и межкультурной коммуникации Воронежского государственного архитектурно-строительного университета И. К. Матей высказал мнение, что журнал, который он отнёс, наряду с «Нескучным садом», к формату «новой православной журналистики», противопоставив «традиционным изданиям» в виде «Журнала Московской Патриархии» «Христианское чтение», «демонстрирует свою миссионерскую направленность с помощью специфического содержания и выбора языковых средств». Он считает, что «терминологическая православная лексика», представленная в изучаемых им текстах «важнейшей приметой религиозного стиля», читателю «подаётся с необходимыми пояснениями». Так анализируя публикацию «Таинство радости. Что такое Евхаристия? Беседа с митрополитом Волоколамским Иларионом (Алфеевым), председателем Отдела Внешних церковных связей Московского Патриархата» в качестве примера он приводит цитаты «„…в древней Церкви существовала традиция оглашения (кстати, сегодня она возрождается), то есть подготовки людей, желающих стать христианами (оглашенных), к таинству Крещения“; „… есть и пять поучений тайноводственных, то есть раскрывающих смысл Таинств…“», подчёркивая, что «автор статьи даёт краткое определение терминов оглашение, оглашенные и тайноводственные поучения, что вполне соответствует цели и задачам миссионерского издания, предназначенного для разных читателей, в том числе неофитов и невоцерковленных. Ср.: Оглаше́ние — 1) распространённая в древней Церкви практика наставлять в вере готовящихся к принятию Крещения; наставление предшествовавшее Крещению». Особое внимание он обращает на термины, способные «вступать в паронимичные отношения с общеупотребительными словами» и "в подобных случаях слова снабжают ударениями и дают в соответствующем контексте: «„…до тех пор, пока человек сам не начнёт жить та́инственной жизнью Церкви…“», где «слово та́инственная — это адъектив, образованный от Таинство, что становится очевидным в контексте». Отметив, что «большой процент лексики религиозного языка — это слова высокого стиля» Матей отметил, что в журнале «представлены как церковные старославянизмы, так и общекнижные слова: врата, глас, храм, вкушать, трапеза, незримо, бытие, вкушали, постижение, трансформироваться», а проведённый им «анализ языкового материала показал, что традиционные элементы в изучаемых изданиях могут сочетаться с экспрессивной лексикой, свойственной современному публицистическому стилю: Ср., например: „… нет смысла говорить ему о Таинствах: любые разговоры будут для него пустым звуком“»., в связи чем он высказал мнение, что «экспрессия позволяет облегчить восприятие сложной информации об особенностях христианского богословия». Кроме того, он подчеркнул, что «некоторые рубрики составлены в вопросно-ответной форме, свойственной катехизису — книге с кратким изложением основ вероучения для готовящихся принять крещение» и обратил внимание на то, что «тексты анализируемого миссионерского издания содержат материалы, направленные на изучение Священного Писания, церковной истории и традиций, старославянских (церковнославянских) слов и выражений, а также современной православной терминологии», а также, что «названные материалы снабжены визуальными иллюстративными материалами, что позволяет журналу „Фома“ совмещать в себе миссионерское и учебно-просветительское направления».